# Rubner Holding
Die Rubner Holding AG ist ein internationales Unternehmen mit Sitz in Südtirol, aus den Bereichen Holzindustrie, Ingenieurholzbau, Objektbau, Holzhausbau und Holztüren und beschäftigt 1.400 Mitarbeiterinnen und Mitarbeiter an 20 Standorten in vier Ländern.
Zur Rubner-Gruppe gehören 20 Gesellschaften, darunter Rubner Holzindustrie (RHI),  Nordpan, Holzius, Rubner Holzbau, Rubner Objektbau, Rubner Haus, Rubner Fenster und Rubner Türen. Die Unternehmensteile sind ansässig in Kiens, Brixen, Ober-Grafendorf, Rohrbach an der Lafnitz, Olang, Percha, Prad, Ritten, Sarnthein, Chassieu, Rosny-Sur-Seine und Strassen.

## Geschichte
Josef Rubner Senior hat 1926 in Kiens das erste mit Wasserkraft angetriebene Sägewerk erbaute. 1960 traten die Söhne von Josef Rubner, Paul, Pepe und Hermann ins väterliche Holzgeschäft ein. Im Jahre 1964 begann die Holztürenproduktion in Kiens, im Jahre 1966 wurde dort auch mit der Produktion von Blockhäusern begonnen. 1974 wurde die Firma Rubner Holzbau in Brixen gegründet und die Produktion von Brettschichtholz (BSH) wurde gestartet. 1985 war der Produktionsbeginn der Rubner Residenz Niedrigenergiehäuser in Kiens. Im Jahre 1994 übernahm Rubner die Firma Nordpan in Olang. 1996 fand die Übernahme der Rubner Holzindustrie in der Steiermark und dessen Ausbau zu einem modernen Sägewerk statt. In den Jahren 2004 bis 2005 starben die drei Gründer Paul, Pepe und Herman Rubner. 2005 übernahm mit Stefan, Peter, Joachim und Alfred Rubner die dritte Generation die Firma. 2006 übernahm Rubner die Firma Glöckel Holzbau in Ober-Grafendorf und begann eine neue BSH-Produktionslinie. 2007 wurde Rubner Objektbau für die Abwicklung von schlüsselfertigen Großprojekten in Holzbauweise in Kiens gegründet. 2008 setzte Rubner das Massivholzplattenwerk Nordpan in Straßen in Betrieb. 2012 wurde in Kiens das Rubner Haus und Rubner Türen Kompetenzzentrum eröffnet und die neue BSH-Produktionslinie Nordlam 2.0 in Betrieb genommen.

## Sonstiges
Im Jahr 2008 erhielt das Unternehmen den Dale Carnegie Leadership Award.